# Vista Alegre, Aguascalientes
Vista Alegre är en ort i Mexiko.   Den ligger i kommunen Aguascalientes och delstaten Aguascalientes, i den centrala delen av landet, 400 km nordväst om huvudstaden Mexico City. Vista Alegre ligger 1 883 meter över havet och antalet invånare är 490.
Terrängen runt Vista Alegre är lite kuperad, och sluttar brant västerut. Runt Vista Alegre är det tätbefolkat, med 459 invånare per kvadratkilometer. Närmaste större samhälle är Aguascalientes, 10,3 km norr om Vista Alegre. Trakten runt Vista Alegre består till största delen av jordbruksmark.